# Joaquín Gimeno Lahoz
Joaquín Gimeno Lahoz (La Mata de los Olmos, Teruel, 6 de octubre de 1948) es un eclesiástico y misionero católico español. Fue obispo de Comodoro Rivadavia, entre 2010 y 2023.

## Biografía
Nació el 6 de octubre de 1948, en el municipio español de La Mata de los Olmos, Teruel.
Tras realizar su formación elemental en su pueblo natal, cursó los estudios eclesiásticos en el Seminario Menor de Alcorisa y en el  Seminario Conciliar de Teruel.

### Sacerdocio
Su ordenación sacerdotal fue el 29 de junio de 1973, en la parroquia San Bartolomé de su pueblo natal, a manos del obispo Victorio Oliver Domingo; incardinándose en la diócesis de Teruel.
- Vicario parroquial en Utrillas (1973-1974).

El 12 de noviembre de 1974, llegó a la Argentina como sacerdote «Fidei Donum», a través de la Obra de Cooperación Sacerdotal Hispano Americana (OCSHA).
A su llegada, comenzó a trabajar en la diócesis de Azul, donde fue:
- Vicario parroquial de Santa Ana, en Tandil (1974-1977).
- vicario parroquial de Ntra. Sra. del Carmen, en Las Flores (1977-1984).[2]
- Párroco primis de Ntra. Sra. de Lourdes, en Azul (1984-1992).
- Párroco de la Catedral de Azul (1992-1996).[1]
- Asesor del Movimiento de Cursillos de Cristiandad.
- Asesor del Equipo Diocesano de Misiones.
- Miembro del Consejo Presbiteral.

En marzo de 1996, se trasladó a la diócesis de Comodoro Rivadavia, donde fue:
- Vicario parroquial de San Francisco de Asís, en El Maitén (1996-2006).[3]

En este labor, sirvió a la comunidad mapuche de la Colonia Pastoril de Cushamen.
- Vicario general diocesano (2006-2010).
- Director del Seminario Catequístico diocesano.
- Vicepresidente de Cáritas diocesana.
- Asistente de diferentes grupos de los «Equipos de Nuestra Señora».

También fue colaborador en el Proyecto de Capacitación Laboral (PROCAP), organismo de la diócesis destinado a niños necesitados, provenientes de barrios periféricos.
El 12 de abril de 2010, tras el traslado de Virginio Domingo Bressanelli en Neuquén, fue elegido por el Colegio de Consultores como administrador diocesano.

### Episcopado
El 15 de julio de 2010, el papa Benedicto XVI lo nombró obispo de Comodoro Rivadavia. Fue consagrado el 15 de octubre del mismo año, en el gimnasio del Club Huergo de esa misma ciudad, a manos del obispo Victorio Oliver Domingo, quién también lo ordenó sacerdote.
En relación con las medidas tomadas por el Gobierno con respecto al COVID-19, Gimeno lamentó que el aspecto espiritual no haya sido tenido en cuenta.
El 3 de julio de 2023 fue internado por varias semanas en Zaragoza (España), con un estado de salud "muy grave", saliendo con el alta el día 24 del mismo mes. Tras ello, su recuperación la pasó en su natal La Mata, donde se encontraba de vacaciones cuando debió ser internado.
Días antes de su renuncia, en el marco del encuentro denominado "Todos con vos", celebró junto a sus diocesanos sus 75 años de edad, 50 de sacerdocio y 13 como obispo comodorense. En la celebración, también estuvo presente el intendente Juan Pablo Luque.
El 19 de octubre de 2023, el papa Francisco aceptó su renuncia, como obispo de Comodoro Rivadavia, nombrando a un administrador apostólico al mismo tiempo.
En la madrugada del día siguiente, un vuelo de Aerolíneas Argentinas proveniente de Madrid (España) aterrizó con turbulencias. El obispo Gimeno, que se encontraba a bordo fue uno de los heridos. "En el momento del aterrizaje, se sacó el cinturón de seguridad porque su acompañante quería ir al baño y fue ahí donde se dio la cabeza contra el techo y debieron hacerle ocho puntos", relató el también obispo Roberto Álvarez, que confirmó que "se encuentra en perfecto estado de salud, recuperándose también de una neumonía".